# Sanshengyuan (sockenhuvudort i Kina, Hebei Sheng, lat 38,28, long 114,43)
Sanshengyuan är en sockenhuvudort i Kina. Den ligger i provinsen Hebei, i den norra delen av landet, omkring 250 kilometer sydväst om huvudstaden Peking. Antalet invånare är 24 993. Befolkningen består av 12 513 kvinnor och 12 480 män. Barn under 15 år utgör 15,0 %, vuxna 15-64 år 75 %, och äldre över 65 år 8,0 %.
Runt Sanshengyuan är det mycket tätbefolkat, med 3 757 invånare per kvadratkilometer. Närmaste större samhälle är Nanlou, 10,3 km öster om Sanshengyuan. Trakten runt Sanshengyuan består till största delen av jordbruksmark.
Genomsnittlig årsnederbörd är 656 millimeter. Den regnigaste månaden är juli, med i genomsnitt 206 mm nederbörd, och den torraste är december, med 4 mm nederbörd.